# Адаменко, Ирина Ивановна
Ирина Ивановна Адаменко (25 января 1935 — 1 октября 2010) — советский и украинский учёный, доктор физико-математических наук, профессор Киевского национального университета имени Тараса Шевченко.

## Биография
Ирина Адаменко родилась 25 января 1935 года в городе Киеве. В 1957 году окончила физический факультет Киевского государственного университета имени Тараса Шевченко. Работала в этом же университете с 1958 года на должностях старшего научного сотрудника, ассистента, старшего преподавателя (с 1961), доцента (1972), профессора (1991), ведущего научного сотрудника, профессора-консультанта.
Защитила кандидатскую диссертацию «Исследование связи сжимаемости и вязкости со структурой молекулярных жидкостей» (1964) и докторскую диссертацию «Влияние давления на термодинамические свойства молекулярных жидкостей и их растворов» (1991).

## Научная деятельность
Была связана с исследованием уравнения состояния, упругих, акустических, тепловых и калоричних свойств молекулярных жидкостей и жидкостных систем; компьютерного моделирования молекулярного строения и физических свойств наноразмерных жидкостных систем в широких интервалах изменения температуры и давления. Обнаружила закономерности в зависимостях термодинамических свойств жидкостей от их молекулярного строения; рекомендовано уравнение состояния, которое не только адекватно описывает P-V-T данные молекулярных жидкостей, но и имеет первые и вторые производные, описывающие термобарические зависимости термодинамических свойств. Выявлены закономерности изменения параметров этого уравнения состояния в пределах групп жидкостей со сходным молекулярным строением. Исследовано влияние давления на особенности структурных перестроек и термобарических зависимостей физических свойств воды и водных систем с наноразмерными примесями (в частности глицерином и углеродными нанопримесями).
Более 40 лет читала лекции по фундаментальным и специальным курсам: «Физическая кинетика», «Неравновесная термодинамика», «Физика жидкостей», «Межмолекулярное взаимодействие» для студентов физического факультета и общий курс физики для студентов геологического факультета Киевского национального университета.
Была членом специализированного совета по защите докторских и кандидатских диссертаций, членом редакционной коллегии журнала "Вестник Киевского университета. Серия «физико-математические науки» (включён в перечень профессиональных изданий ВАК Украины).
Автор более 300 научных трудов.

## Труды

### На украинском языке
- «Фізика рідин та рідинних систем». Підруч. К., 2006 (соавтор);
- «Основи реології». — К.: КНУ, 2001.
- «Експериментальні та теоретичні методи дослідження молекулярної структури рідин». — К.: КНУ, 1998;
- «Експериментальні методи в молекулярній фізиці». — К.: КНУ, 1998. — Ч. І, ІІ.
- «Фізика рідин». К., 1998 (соавтор).
- «Статистична термодинаміка рідин». К., 1997 (соавтор).

### На английском языке
- The Effect of Pressure On Compressibiliti and Thermal Expansion of Water Near 320K and in the Range of Pressure from 0,1 MPa to 103,2 MPa // Chemical Physics (2011)
- Thermophysical properties of carbon nanotubes in toluene under high pressure // Journal of Molecular Liquids 2009 (недоступная ссылка)
- Thermodynamics properties of glycerol-water solution // Ukr. J. Phys. 2007 (недоступная ссылка)
- Equation of state for C60 Fullerene aqueous solutions // Int. Journ. Thermoph., 2005 (недоступная ссылка)
- Equation of state for C60 toluene solution // J. Mol. Liq. 105/2-3 (2003) (недоступная ссылка)
- Thermodynamic properties of C60 fullerene watersolution // High Pressure Research, 2003
- Self-organization C60 nanoparticles in toluene solution // J. Mol. Liq. 2001 (недоступная ссылка)